# Ascension Parish
Ascension Parish is een parish in de Amerikaanse staat Louisiana.
De parish heeft een landoppervlakte van 755 km² en telt 76.627 inwoners (volkstelling 2000). De hoofdplaats is Donaldsonville. Ze grenst in het westen aan Iberville Parish, in het noorden aan East Baton Rouge Parish en Livingston Parish, in het oosten aan St. John the Baptist Parish en in het zuiden aan St. James Parish en Assumption Parish. Het is een van de 22 parishes die samen Acadiana of Cajun Country vormen.

## Bevolkingsontwikkeling

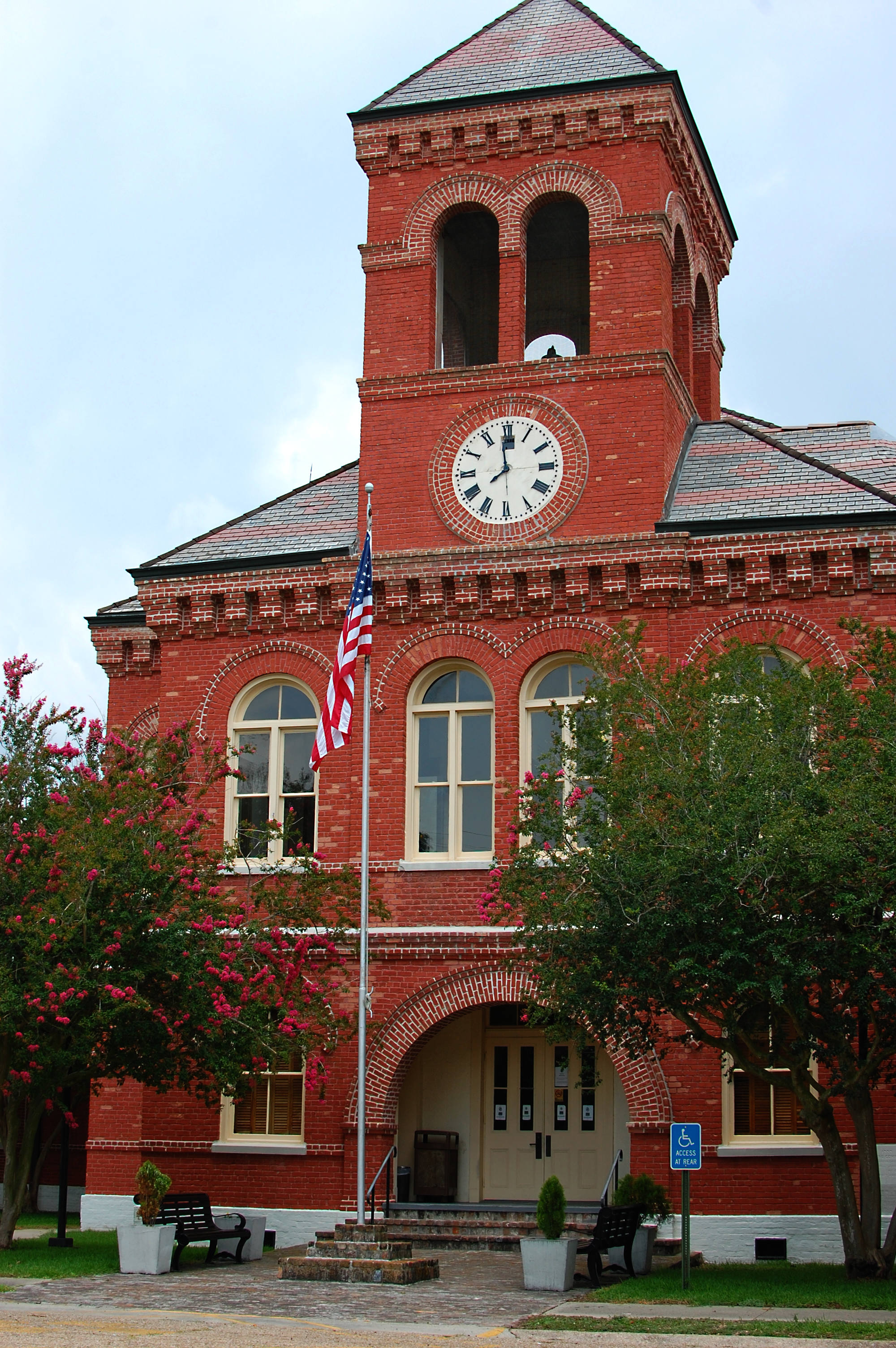
Ascension Parish Courthouse